# Stephanie Garber
Pour les articles homonymes, voir Garber.
Stephanie Garber est une autrice américaine de littérature jeune adulte, notamment connue pour ses séries littéraires Caraval et Il était une fois un coeur brisé.

## Biographie
Stéphanie Garber est une autrice américaine de fantasy jeunesse, connue pour les trilogies Caraval et Il était une fois un cœur brisé, toutes deux best-sellers du New York Times.

## Œuvres

### Séries

#### SérieCaraval
- Caraval, Montrouge : Bayard Jeunesse, 2017, ((en), Caraval, 2017), traduction Éric Moreau, 478 p.  (ISBN 978-2-7470-6546-7)
- Legendary, Montrouge : Bayard Jeunesse, 2019, ((en), Legendary, 2018), traduction Éric Moreau, 533 p.  (ISBN 978-2-7470-6547-4)
- Finale, Montrouge : Bayard Jeunesse, 2022, ((en), Finale, 2019), 533 p.  (ISBN 978-2-492890-00-0)

#### SérieIl était une fois un cœur brisé
- Il était une fois un cœur brisé, De Saxus ((en), Once Upon a Broken Heart, 2021), traduction Patrick Imbert, 346 p.  (ISBN 978-2-37876-466-1)
- Et ils vécurent malheureux à jamais, De Saxus, 2023 ((en), The Ballad of Never After, 2022), traduction Patrick Imbert, 363 p.  (ISBN 978-2-37876-374-9)
- Un baiser d'amour maudit, De Saxus ((en), A Curse for True Love, 2023), traduction Patrick Imbert, 346 p.  (ISBN 978-2-37876-467-8)